# Charles Merivale

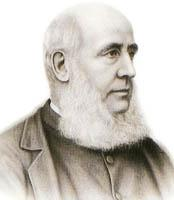
Charles Merivale

Charles Merivale (* 8. März 1808; † 27. Dezember 1893 in Ely) war ein britischer Historiker und lange Jahre Dekan der Kathedrale von Ely.

## Leben
Er war der zweite Sohn von John Herman Merivale und Louisa Heath Drury, Tochter des Dr. Drury, Rektor von Harrow. Von 1818 bis 1824 besuchte er das Internat Harrow unter Dr. Butler, wo er vor allem mit Charles Wordsworth, dem Neffen von William Wordsworth und späteren Bischof von St Andrews, und Richard Chenevix Trench, dem späteren Erzbischof von Dublin befreundet war.
1824 wurde ihm eine Stelle in der indischen Zivilverwaltung angeboten; hierfür besuchte er eine kurze Zeit lang das Haileybury College, wo er Orientalische Sprachen studierte, entschied sich dann aber gegen das Angebot. Er wechselte 1826 zum St John’s College in Cambridge, wo er 1833 zum fellow gewählt wurde. Er war ein Mitglied der elitären Geheimgesellschaft Cambridge Apostles, zu der auch Alfred Tennyson, A. H. Hallam, Monckton Milnes, William Hepworth Thompson, Trench und James Spedding gehörten.
Merivale war ein überzeugter Sportler, war 1824 für Harrow gegen Eton angetreten und auf ihn und seinen Freund Wordsworth, der in Oxford studierte, geht auch das erste Boat Race zwischen den Ruderclubs der beiden Universitäten aus dem Jahr 1829 zurück. Er wurde 1833 ordiniert, arbeitete sechs Jahre am College und an der Universität, und wurde 1839 zum Prediger in Whitehall ernannt.
1848 ging er zum College von Lawford bei Manningtree in Essex; 1850 heiratete er Judith Mary Sophia Frere, jüngste Tochter des George Frere. 1863 wurde er zum Geistlichen des Sprechers des Unterhauses (Speaker of the British House of Commons) ernannt. 1869 wurde er Professor für moderne Geschichte in Cambridge, nahm aber im gleichen Jahr das Angebot Gladstones an, Dekan in Ely zu werden; in diesem Amt blieb er bis zu seinem Tod 1893. 1870 wurde er in die American Academy of Arts and Sciences gewählt.
Sein Hauptwerk war A History of the Romans under the Empire in sieben Bänden, das zwischen 1850 und 1862 erschien. Darüber hinaus schrieb er eine Reihe kleinerer historischer Werke, veröffentlichte Predigten, Vorlesungen und lateinische Verse. Als Historiker kann er sich zwar nicht mit Edward Gibbon vergleichen, jedoch nimmt er einen äußerst vernünftigen und anerkennenden Blickwinkel ein. Der Hauptfehler seines Werks, unvermeidbar zur Zeit der Niederschrift, ist, dass er sich auf literarisches Geschwätz stärker verlässt als auf sachliche Beweise. Der Dekan war ein eleganter Gelehrter, und seine Wiedergabe von John Keats’ Hyperion in lateinischen Versen (1862) wurde hoch gelobt.